# Прііт Касесалу
Прііт Касесалу (народився 10 квітня 1972) — естонський програміст і розробник програмного забезпечення, найбільш відомий за його участі у розробці Kazaa, Скайп і  Joost. Він в даний час працює для Ambient Sound Investments і живе в Таллінні, Естонія.

## Біографія

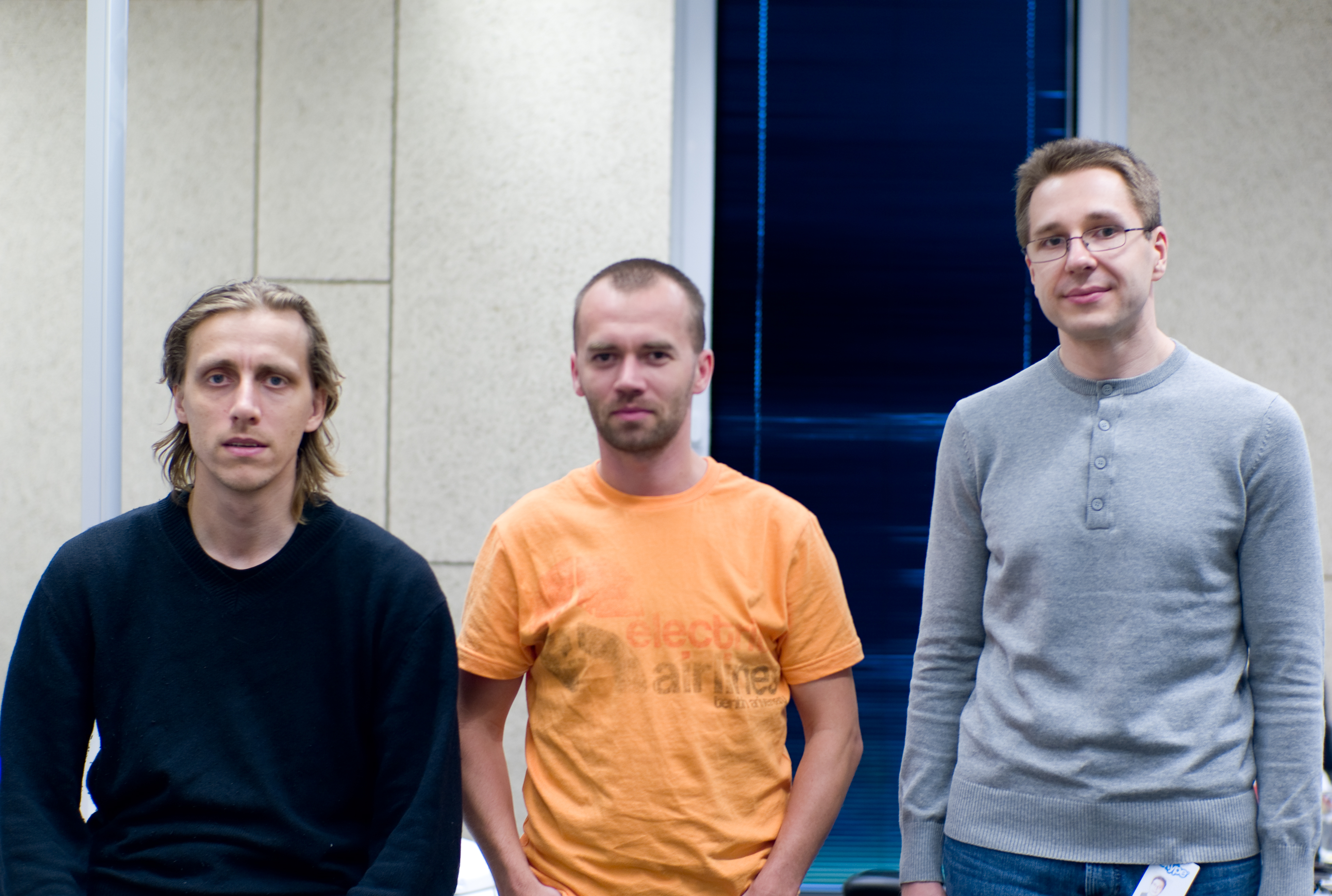
Прііт Касесалу (праворуч) з Ахті Хеінла (ліворуч) і Тойво Аннус (у центр) в Таллінні, Естонія

Він починав як програміст для місцевого виробника комп'ютерного устаткування у 1986 році з його однокласником Яаном Таллінном. Компанія збирала 8-бітні комп'ютери для використання в державних школах.
У 1992 році він вивчав комп'ютерні науки в Талліннському Технічному Університеті.
7 червня 1993 року, він і Яан офіційно зареєстрували BlueMoon як приватну естонську компанію програмного забезпечення.
В даний час він працює для Ambient Sound Investments. 

## Робота
У 1989 році він створив першу в Естонії комерційну комп'ютерну гру Kosmonaut. з Ахті Хейнла і Яаном Таллінном, космонавт. Пізніше вона була перероблена як гра Skyroads.
У 2003 році він допоміг розробити програму Skype з Янусом Фріїсом і Нікласом Зеннстремом, а також Хейнлом та Талліном. Ці п'ятеро також розробили Kazaa і Йуст.

### Проекти
Нижче наведено список проектів з участю Прііта.
- Kosmonaut (1992)
- SkyRoads (1993)
- Sound Club (1993)
- Tigma SuperScroll (1995)
- Roketz (PC platform, 1995)
- The Art of Flying (1996)
- Sequel to Sound Club (1996)
- Thunder Brigade (1998)
- Subspace Continuum (2001)
- Kazaa (2001)
- Skype (2003)
- Joost (2006)